# تامی مالدون
تامی مالدون (انگلیسی: Tommy Muldoon; ۲۷ ژوئیهٔ ۱۸۹۷ – ۱۲ اکتبر ۱۹۸۹) بازیکن فوتبال اهل جمهوری ایرلند بود.
از باشگاه‌هایی که در آن بازی کرده‌است می‌توان به باشگاه فوتبال استون ویلا، باشگاه فوتبال والسال، و باشگاه فوتبال تاتنهام هاتسپر اشاره کرد.
وی همچنین در تیم ملی فوتبال جمهوری ایرلند بازی کرده‌است.